# 石垣永将
石垣 永将（いしがき えいしょう、? - 1635年（尚豊15年））は、近世琉球の人物。八重山キリシタン事件の首謀者として処刑された。大和名は宮良親雲上永将。

## 概要
石垣永将は本宮良の主と呼ばれ、石垣島宮良の頭職を務めた人物である。財力・文武に秀でていたといわれるが、1624年（尚豊4年）にキリスト教を広めようと渡琉したファン・デ・ロス・アンヘレス・ルエダ神父を歓待したことでキリシタンであると疑われ、琉球王府により流罪となるが、薩摩藩から更に重い刑が要求されたため、1635年（尚豊15年）に配流先の渡名喜島にて火刑に処された。永将の刑死後、その弟の永定もキリシタンとして処刑された（八重山キリシタン事件）。永将がキリスト教に入信していたと証明できるものはないが、これを契機に薩摩藩や江戸幕府による琉球王府への宗門改めが施行され、海防体制も強化されたことから、琉球支配の初期段階を象徴する事件の当事者として知られている。

## 家族構成
父・石垣永正と川平村の百姓女であった母との間に次男として新川村に生まれる。父は石川頭職を長く務め、永将も初代宮良頭職に就いた。
永将は代々頭職を出した名門・長栄姓の娘を妻に迎えて3男2女をもうけ、三男の永弘が永将の跡を継いで宮良の頭職に就いた。

## 頭職
宮古諸島、八重山諸島及び久米島に置かれた琉球王国の地方政庁である蔵元の在地の最高位である。

## 石垣永将の墓
永将の墓は沖縄県石垣市新川にあり、嘉善姓一門の墓と呼ばれている。嘉善姓は一門の名称で、永将はその5代目に当たる。